# Spa (eau minérale)
Pour les articles homonymes, voir Spa.
L'eau de Spa est une eau minérale belge plate ou pétillante exploitée depuis plusieurs sources à Spa en province de Liège. Elle est produite par Spa Monopole S.A. qui fait partie du groupe Spadel comme l'eau minérale de Bru, les Grandes Sources de Wattwiller (France) et l'eau de Brecon (Pays de Galles).

## Localisation
Les différentes sources de Spa exploitées (sources Marie-Henriette, de la Reine, Barisart) et non exploitées (Géronstère, Sauvenière) jaillissent au bord de la Fagne de Malchamps située sur les hauteurs de la ville de Spa. Considéré comme un patrimoine national, le périmètre des sources a été très tôt l’objet d’une protection rigoureuse. Une zone de surveillance d’une superficie de 13'177 hectares pour la protection des eaux minérales de Spa a été créée. Ce qui en fait une des plus grandes surfaces de protection d'eaux en Europe. Composé de sphaignes, le sol fagnard, pauvre en minéraux et situé jusqu'à 500 mètres d'altitude retient les eaux de pluie et les neiges fondantes pendant plusieurs années (presque 50 ans pour la source Marie-Henriette) avant de les voir jaillir dans les sources spadoises.
L'usine d'embouteillage de la S.A.Spadel d'une longueur de plus de 500 mètres se situe non loin du centre de Spa le long de l'avenue des Lanciers.

## Produits
- Spa Reine (non pétillante) : très peu de sels minéraux (38 mg par litre)
- Spa Intense (pétillante par adjonction de gaz carbonique) : peu de sels minéraux (49 mg par litre)
- Spa Finesse (naturellement légèrement pétillante) : plus de sels minéraux
- Spa Citron (limonade à base d'eau naturelle Spa)
- Spa Fruit 
  - gazeuse : 6 goûts
  - non gazeuse : 6 goûts